# Nadia Fink
Nadia Fink (La Criolla, Santa Fe, 7 de enero de 1977) es una periodista y escritora argentina, profesora de nivel inicial, dedicada a la literatura infantil. Entre sus obras se destaca la Colección Antiprincesas y Antihéroes de la Editorial Chirimbote.

## Biografía
Se dedicó a realizar talleres para niños y niñas. Estudió corrección literaria. Trabaja en periodismo y edición. Vivió en Rosario, entre 1986 y 1990, antes de mudarse definitivamente a Buenos Aires. Ha sido redactora de la revista Sudestada y colabora con el portal Marcha Noticias y de la editorial El Colectivo. Es co-fundadora de la Editorial Chirimbote donde publicó gran parte de sus libros.

## Trayectoria
Es la creadora de la Colección Antiprincesas y Antihéroes de la Editorial Chirimbote. Junto a Fink conforman la editorial Chirimbote el ilustrador Pitu Saa y el diseñador Martín Azcurra.
La Colección Antiprincesas muestra las luchas de las mujeres de toda América Latina y rompe con el estereotipo de la mujer cuya belleza está basada en su aspecto externo.
A diferencia de las clásicas historias infantiles, que son ficción, estas antiprincesas no son de fantasía. Son algunas de las mujeres más destacadas de la cultura y la historia latinoamericana como ser: Frida Kahlo, Violeta Parra, Juana Azurduy, Alfonsina Storni, Evita, Clarice Lispector, Gilda, Madres y Abuelas de plaza de mayo. También escribió la historia de Micaela García donde rescata la parte militante de la joven entrerriana de 21 años, que apareció muerta en el 2017, causando gran conmoción el país. A partir del femicidio de la joven, el Senado Nacional Argentino sacó una ley: Ley Micaela.
 

El femicidio de Micaela causó mucha conmoción en todo la Argentina. No solo por tratarse de un crimen a una joven, sino por la alevosía del mismo. La joven era estudiante del Profesorado de Educación Física en Gualeguay y militante activa de #niunamenos contra la violencia de género y por los derechos de las mujeres.
"Son mujeres que no se quedaron esperando que un príncipe las salve, sino que cambiaron sus propias vidas"
La Colección Antihéroes, representa a los héroes que perduran en el tiempo, porque enfrentan miles de situaciones para salir airosos, pero también son hombres que lucharon y ganaron todas las batallas y sobresalieron desde lo masculino haciendo otras cosas. Entre los personajes se encuentran: Julio Cortázar, Eduardo Galeano, Che Guevara. También investigó sobre las vidas del músico cubano, Silvio Rodríguez, y el técnico de fútbol, Marcelo Bielsa a quienes incorporó en la colección de antihéores durante los últimos años.
Fink, además, compiló el libro "#Ni una menos desde los primeros años. Educación en géneros para infancias más libres" junto a Cecilia Merchán, del Colectivo Las Juanas.  La publicación es la reedición de "Equis. La igualdad y la diversidad de género desde los primeros años" (publicado por Las Juanas) y, más recientemente, publicó el último libro de esta colección "Infancias diversas", que reúne las reflexiones en torno a la ESI que fueron presentadas a lo largo de los #TalleresChirimbote por distintas educadoras y activistas feministas del país.

## Obras
Sus obras se pueden encontrar en el catálogo de la editorial Chirimbote. Algunos de sus cuentos y libros más destacados son:
- Violeta Parra para chicas y chicos
- Juana Azurduy para chicas y chicos
- Evita para chicas y chicos
- Alfonsina Storni para chicas y chicos
- Che Guevara para chicas y chicos
- Frida Kahlo para chicas y chicos
- Eduardo Galeano para chicas y chicos
- Gilda para chicas y chicos
- Maria Remedios del Valle para chicas y chicos
- Gauchito Gil para chicas y chicos
- Frida, Zapata y la flor de la muerte
- Micaela Garcia la Negra para chicas y chicos
- Silvio Rodríguez para chicas y chicos
- Clarice Lispector para chicas y chicos
- La Abuela de Plaza de Mayo
- Evita para chicos y chicas
- Susy Shock para chicas y chicos
- Elisa Bachofen: la primera ingeniera
- Rosa Luxemburgo para chicas y chicos
- Remedios del valle para chicas y chicos
- Marcelo Bielsa para chicas y chicos
- Liga de Antiprincesas 1, 2, 3, 4 y 5
- Antiprincesas del voto femenino
- Infancias Libres: Talleres y actividades para educación en géneros
- Ni una Menos desde los primeros años: Educación en géneros para infancias más libres
- Infancias diversas: Talleres y actividades para educar en libertad
- ESI: Todas las infancias todos los colores
- Manual de periodismo popular y feminista
- 2001: No me arrepiento de este amor
- El estruendo: Cooperativismo para jóvenes
- Historias de la chiquita colincha
- Luna y las palabras
- Luna y las preguntas